# Trimorus luteator
Trimorus luteator is een vliesvleugelig insect uit de familie van de Scelionidae. De wetenschappelijke naam van de soort is voor het eerst geldig gepubliceerd in 2001 door Kononova & Kozlov.